# Einrichtungen zur Ersten Hilfe
Einrichtungen zur Ersten Hilfe sind technische Hilfsmittel zur Rettung aus Gefahr für Leben und Gesundheit. Die Bezeichnung entstammt dem deutschen Arbeitsstättenrecht und wird auch im autonomen Recht der Unfallversicherungsträger verwendet.

## Rechtsgrundlagen
Die Arbeitsstättenverordnung fordert, dass Erste-Hilfe-Ausstattung überall dort bereitzuhalten ist, wo die Arbeitsbedingungen es erfordern. Der Sachlogik nach beinhaltet der Begriff "Erste-Hilfe-Ausstattung" neben Mitteln zur Ersten Hilfe auch Einrichtungen zur Ersten Hilfe im Sinne der Technischen Regel für Arbeitsstätten ASR A4.3 "Erste-Hilfe-Räume, Mittel und Einrichtungen zur Ersten Hilfe". Diese Arbeitsstättenregel enthält die oben angeführte Definition für Einrichtungen zur Ersten Hilfe und konkretisiert sie in einem besonderen Abschnitt.
Im autonomen Recht der Unfallversicherungsträger stellt eine Unfallverhütungsvorschrift (DGUV Vorschrift 1 „Grundsätze der Prävention“) Anforderungen an Einrichtungen zur Ersten Hilfe. Sie konkretisiert damit eine Einzelnorm des Siebten Buches Sozialgesetzbuch (§ 15 Absatz 1 Nummer 5 SGB VII).
Normadressat der Arbeitsstättenverordnung ist der Arbeitgeber, der eine Arbeitsstätte betreibt. Der Arbeitgeberbegriff (nach § 2 Arbeitsschutzgesetz) ist dabei sehr weit gefasst.
Normadressat der Unfallverhütungsvorschrift ist der Unternehmer im Sinne von § 136 Absatz 3 SGB VII.

## Einzelne Einrichtungen
Zu den Einrichtungen zur Ersten Hilfe zählen Meldeeinrichtungen, Rettungstransportmittel und Rettungsgeräte. Die Unfallverhütungsvorschrift zählt noch Erste-Hilfe-Räume dazu, während die Arbeitsstättenregel diese Räume gleichwertig neben Einrichtungen und Mittel zur Ersten Hilfe stellt. 

### Meldeeinrichtungen
Meldeeinrichtungen sind Kommunikationsmittel, um im Notfall unverzüglich einen Notruf absetzen zu können. Am Häufigsten verbreitet sind Telefone mit Angabe der Notrufnummer. Sie müssen die Kriterien erfüllen, ständig zugänglich zu sein und das unverzügliche Absetzen eines Notrufs zu ermöglichen.  Die Pflicht des Arbeitgebers, Meldeeinrichtungen zu schaffen, hat in Deutschland sogar Gesetzesrang (§ 10 Arbeitsschutzgesetz).
In Abhängigkeit von der Gefährdungsbeurteilung können daneben andere Meldeeinrichtungen erforderlich sein. Wenn stationäre Meldeeinrichtungen nicht möglich sind, sind auch funktechnische Einrichtungen zulässig. Bei Alleinarbeit können Personen-Notsignal-Anlagen erforderlich sein. 
Die Unfallverhütungsvorschrift fordert neben der Bereitstellung von Meldeeinrichtungen, dass der Unternehmer auch organisatorische Maßnahmen ergreift, dass unverzüglich die nötige Hilfe herbeigerufen und an den Einsatzort geleitet werden kann. Diese organisatorischen Maßnahmen können als Alarmplan ausformuliert sein.

### Rettungstransportmittel
Rettungstransportmittel dienen dem fachgerechten, schonenden Transport Verletzter oder Erkrankter zur weiteren Versorgung im Erste-Hilfe-Raum, zum Arzt oder ins Krankenhaus. Im Rahmen der Gefährdungsbeurteilung hat der Arbeitgeber zu prüfen, ob der öffentliche Rettungsdienst alle denkbaren Einsatzorte auf dem Betriebsgelände problemlos (auch mit einer Fahrtrage) erreichen kann. Sollte das nicht der Fall sein, muss der Arbeitgeber geeignete Transportmittel vorhalten. Das können beispielsweise Rettungstücher oder Schleifkorbtragen sein.

### Rettungsgeräte
Rettungsgeräte sind technische Hilfsmittel zur Personenrettung aus Gefahrensituationen. Sie sind gemäß der Gefährdungsbeurteilung vorzuhalten, wenn in Arbeitsstätten im Falle von Rettungsmaßnahmen besondere Anforderungen bestehen. Das ist zum Beispiel der Fall bei schwer zugänglichen Arbeitsplätzen (siehe auch Höhenrettung) oder bei Gefahrstoffunfällen. Beispiele für Rettungsgeräte sind Augenduschen, Löschdecken, Spreizer, Abseilrettungsgeräte.